# Condado de Savojbolagh
Condado Savojbolagh (en persa: شهرستان ساوجبلاغ‎) es un condado de la provincia de Elburz en Irán. La capital del condado es Hashtgerd. En el censo del año 2006, la población del condado (incluyendo aquellas partes que más tarde se separaron para formar el Condado de Taleqan) fue de 215,086 habitantes; mientras que con la excepción de las partes, la población era de 189,305 habitantes. El condado se subdivide en tres distritos: el distrito central, distrito de Chaharbagh y distrito de Chendar. El condado tiene cinco ciudades: Hashtgerd, Chaharbagh, Golsar, Kuhsar y Shahr-e Jadid-e Hashtgerd.